# تجمع وادي ضحية (غدنة (رماة)

تعديل مصدري - تعديل

تجمع وادي ضحيه (غدنة هي إحدى قرى عزلة رماة بمديرية رماة التابعة لمحافظة حضرموت، بلغ تعداد سكانها 35 نسمة حسب تعداد اليمن لعام 2004.